# اندروید بستنی حصیری
اندروید بستنی حصیری یا اندروید ساندویچ بستنی (به انگلیسی: Android Ice Cream Sandwich) نسخهٔ ۴٫۰ سیستم‌عامل اندروید است که توسط شرکت گوگل در سال ۲۰۱۱ برای نخستین‌بار ارائه گردید.

## ویژگی‌ها
در این نسخه تغییرات عمده‌ای در این سیستم‌عامل نسبت به نسخه‌های پیشین به‌وجود آمد. رابط کاربری به طور کلی بازنویسی و دگرگون شد و همه‌چیز از نو بهینه‌سازی شده‌است. ضمن این‌که امکانات جدید زیادی به اندروید چهارم اضافه شد. توانایی‌های تازه و تغییرات شامل موارد ذیل هستند:
- امکان استفاده از دکمه‌های مجازی در رابط کاربری به‌جای استفاده از دکمه‌های فیزیکی در پایین گوشی
- قراردادن ویجت‌ها در زبانه‌هایی مشابه با فهرست نرم‌افزارهای کاربردی
- پوشه‌ها راحت‌تر و با کشیدن و رها کردن ساخته می‌شوند. (شبیه به سیستم‌عامل آی‌اواس)
- نرم‌افزار جدید برای تلفن
- امکان بزرگ‌نمایی در تقویم
- اضافه‌کردن امکان جستجوی نابرخط (Offline) درمیان رایانامه‌ها در جی‌میل و دوخطی‌کردن پیش‌نمایش رایانامه‌ها.
- امکان گرفتن نماگرفت با نگه‌داشتن دکمهٔ Power و دکمهٔ صدا
- بهبود سیستم غلط‌یابی صفحه‌کلید
- از صفحهٔ اصلی گوشی مستقیماً می‌توان به نرم‌افزارهای کاربردی دسترسی داشت.
- بهبود کپی و جای‌گذاری
- بهبود سامانهٔ تشخیص صدا
- خارج‌کردن سامانه از حالت قفل با سامانهٔ تشخیص چهره
- پشتیبانی مرورگر جدید از زبانه که می‌تواند تا ۱۶ زبانهٔ هم‌زمان را پشتیبانی کند.
- به‌روز نشانک‌های مرورگر با نشانک‌های کروم
- سامانهٔ قلم جدید که گوگل نام آن را «روبوتو» گذاشته است
- امکانات نظارت و مدیریت بر میزان مصرف داده و مشخص‌کردن سقف مصرف داده
- امکان توقف برنامه‌هایی که در پس‌زمینه از اینترنت استفاده می‌کنند.
- بهبود نرم‌افزار کاربردی دوربین، رساندن تأخیر شاتر به صفر و امکان بزرگ‌نمایی هنگام فیلم‌برداری
- نرم‌افزار کاربردی ویرایش عکس.
- گالری مدیریت تصاویری جدید بر اساس موقعیت و افراد
- برنامهٔ شبکه‌های اجتماعی به نام People ادغام شده با گوگل پلاس
- اندروید Beam: امکانی که با کمک NFC اجازه می‌دهد اطلاعاتی مانند تارنماها، دفترچهٔ تماس، نشانی، فیلم و… را سریعاً به فرد دیگری انتقال داد.